# Dalmine
Dalmine är en ort och kommun i provinsen Bergamo i regionen Lombardiet i Italien. Kommunen hade 23 610 invånare (2018).